# スティーブン・テイラー (サッカー選手)
スティーヴン・ヴィンセント・テイラー（Steven Vincent Taylor, 1986年1月23日 - ）は、イングランド・グリニッジ出身の元サッカー選手。現役時代のポジションはディフェンダー。
本職のセンターバック以外に両サイドバックもこなせるユーティリティ性を持った選手。ディフェンスラインにおいてリーダーシップを発揮し、イングランドU-21代表ではキャプテンを務め、ジョゼ・モウリーニョから次世代のイングランド代表キャプテンになりうる人材と評価を受けた。

## クラブ歴
ニューカッスル・ユナイテッドFCのアカデミー出身。2003-04シーズンにウィコム・ワンダラーズFCへ期限付き移籍する。6試合に出場した後、ニューカッスルへ戻った。2004年3月28日、アウェーのボルトン・ワンダラーズFC戦でトップチームデビューを果たす。2015-16シーズンの結果クラブはチャンピオンシップへ降格となり、自身は契約満了によりセント・ジェームズ・パークを去る。13年間で公式戦合計250試合以上に出場した。
2016年8月1日、MLSのポートランド・ティンバーズに加入したが、同年末にクラブとの双方合意に基づき契約を解除した。
2017年冬にチャンピオンシップのイプスウィッチ・タウンFCでトレーニングに参加するとミック・マッカーシー監督から評価され、1月30日にシーズン終了までの契約を締結した。
2017年7月25日、リーグ1のピーターバラ・ユナイテッドFCに2年契約で加入する。
2018年7月10日、マーク・ルダン率いるAリーグのウェリントン・フェニックスFCに1年契約で移籍した。2019年5月にウフク・タレイが新監督に就任するとキャプテンに任命され、クラブ史上最高のリーグ3位へ導いた。
2020年9月16日、フェニックスとの契約を解除しISLのオディシャFCにシーズンいっぱいの契約で加入。しかしクラブはリーグ戦で最下位に終わった。
翌年3月4日、フェニックスへ復帰することが発表された。
2021年9月、現役引退を表明した。

## 代表歴
2007年5月18日、イングランドB代表に選出される。2007年8月17日、イングランド代表に選出されたが、出場機会はなかった。

## タイトル
クラブ
ニューカッスル
- フットボールリーグ・チャンピオンシップ : 2009-10
- UEFAインタートトカップ : 2006

個人
- Aリーグ年間最優秀チーム : 2019-20

## 個人成績
| クラブ          | シーズン | リーグ             | リーグ | リーグ | カップ | カップ | リーグカップ | リーグカップ | 国際大会 | 国際大会 | 合計 | 合計 |
| クラブ          | シーズン | リーグ             | 出場   | 得点   | 出場   | 得点   | 出場         | 得点         | 出場     | 得点     | 出場 | 得点 |
| --------------- | -------- | ------------------ | ------ | ------ | ------ | ------ | ------------ | ------------ | -------- | -------- | ---- | ---- |
| ウィコム (loan) | 2003-04  | ディヴィジョン2    | 6      | 0      | 0      | 0      | 0            | 0            | -        | -        | 6    | 0    |
| ニューカッスル  | 2003-04  | プレミアリーグ     | 1      | 0      | 0      | 0      | 0            | 0            | 1        | 0        | 2    | 0    |
| ニューカッスル  | 2004-05  | プレミアリーグ     | 13     | 0      | 2      | 0      | 0            | 0            | 7        | 0        | 22   | 0    |
| ニューカッスル  | 2005-06  | プレミアリーグ     | 12     | 0      | 0      | 0      | 1            | 0            | 4        | 0        | 17   | 0    |
| ニューカッスル  | 2006-07  | プレミアリーグ     | 27     | 2      | 2      | 1      | 3            | 0            | 12       | 1        | 44   | 4    |
| ニューカッスル  | 2007-08  | プレミアリーグ     | 31     | 1      | 3      | 0      | 2            | 0            | -        | -        | 36   | 1    |
| ニューカッスル  | 2008-09  | プレミアリーグ     | 27     | 4      | 1      | 0      | 1            | 0            | -        | -        | 29   | 4    |
| ニューカッスル  | 2009-10  | チャンピオンシップ | 21     | 1      | 1      | 0      | 1            | 0            | -        | -        | 23   | 1    |
| ニューカッスル  | 2010-11  | プレミアリーグ     | 14     | 3      | 0      | 0      | 0            | 0            | -        | -        | 14   | 3    |
| ニューカッスル  | 2011-12  | プレミアリーグ     | 14     | 0      | 0      | 0      | 1            | 0            | -        | -        | 15   | 0    |
| ニューカッスル  | 2012-13  | プレミアリーグ     | 25     | 0      | 0      | 0      | 0            | 0            | 8        | 0        | 33   | 0    |
| ニューカッスル  | 2013-14  | プレミアリーグ     | 10     | 1      | 1      | 0      | 0            | 0            | -        | -        | 11   | 1    |
| ニューカッスル  | 2014-15  | プレミアリーグ     | 10     | 1      | 0      | 0      | 2            | 0            | -        | -        | 12   | 1    |
| ニューカッスル  | 2015-16  | プレミアリーグ     | 10     | 0      | 0      | 0      | 0            | 0            | -        | -        | 10   | 0    |
| ニューカッスル  | 合計     | 合計               | 215    | 13     | 10     | 1      | 11           | 0            | 32       | 1        | 268  | 15   |
| ポートランド    | 2016     | MLS                | 9      | 1      | 0      | 0      | -            | -            | 3        | 0        | 12   | 1    |
| イプスウィッチ  | 2016-17  | チャンピオンシップ | 3      | 0      | -      | -      | -            | -            | -        | -        | 3    | 0    |
| ピーターバラ    | 2017-18  | リーグ1            | 8      | 1      | 0      | 0      | 0            | 0            | -        | -        | 8    | 1    |
| 通算            | 通算     | 通算               | 241    | 15     | 10     | 1      | 11           | 0            | 35       | 1        | 297  | 17   |